# Zvijezda (Stari Vlah)
Pour les articles homonymes, voir Zvijezda.
Les monts Zvijezda (en serbe cyrillique : Звијезда) sont un massif des Alpes dinariques. Il culmine à 1 673 mètres d’altitude au mont Stolac, en Bosnie-Herzégovine.
Les monts Zvijezda sont situés à l'ouest de la Serbie et à l'est de la Bosnie-Herzégovine, sur la rive droite du canyon de la Drina. Ils apparaissent comme un prolongement des monts Tara. Outre le mont Stolac, point culminant du massif, il comprend les monts Veliki kraj (1 442 m), Vitmirovac (1 370 m) et Brusnica (1 261 m)
Ils sont couverts de forêts et de pâturages. L'activité essentielle de leurs habitants est l'élevage.
Le 1er janvier 1971, une partie des monts Zvijezda, soit 2 502 hectares, est devenue une réserve naturelle ; elle est classée dans la catégorie V de l'UICN.